# 아시아열린부리황새
아시아열린부리황새(Asian openbill)는 황새과에 속하는 큰 노닐고 있는 새이다. 이 독특한 황새는 주로 인도 아대륙과 동남아시아에서 발견된다. 회색 또는 흰색에 광택이 있는 검은 날개와 꼬리가 있으며 성체는 아치형의 상하악골과 반복형의 하악골 사이에 틈이 있다. 어린 새들은 이러한 틈 없이 태어나는데, 이것은 그들의 주 먹이인 달팽이들을 다루는데 도움을 주는 적응으로 생각된다. 비록 그들은 범위 내에 거주하지만, 날씨와 식량 가용성에 따라 장거리 이동을 한다.

## 묘사
아시아열린부리황새는 주로 회색(비번식기) 또는 흰색(번식기)이며 광택이 나는 검은 날개와 꼬리에 녹색 또는 보라색 광택이 난다. 그 이름은 다 자란 새들의 부리 아랫부분과 아치형 윗하악 사이에 형성된 독특한 틈에서 유래되었다. 어린 새들은 이런 틈이 없다. 하악의 절단 가장자리에는 달팽이의 껍질을 더 잘 잡을 수 있는 것으로 생각되는 미세한 붓 같은 구조가 있다. 꼬리는 12개의 깃털로 구성되어 있고 앞샘은 새털이 있다. 맨틀은 검은색이고 부리는 뿔회색이다. 멀리서 보면 홍부리황새나 황새처럼 보일 수 있다. 짧은 다리는 핑크빛에서 회색으로 번식하기 전에 붉은색을 띤다. 번식하지 않는 새들은 흰색 대신 연기가 자욱한 회색 날개와 등을 가지고 있다. 어린 새들은 갈색을 띤 회색이고 갈색을 띤 맨틀을 가지고 있다. 다른 황새들과 마찬가지로 아시아열리부리황새는 날개가 넓은 날갯짓을 하는데, 이것은 지속적인 비행을 위해 뜨거운 공기의 열 사이를 이동하는 것에 의존한다. 그들은 무리에서 주로 발견되지만 한 마리의 새들도 드물지 않다. 모든 황새들과 마찬가지로 이것은 목을 쭉 편 채 날아다닌다. 이것은 황새로서는 비교적 작고 키는 68cm(길이 81cm)이다.

## 서식지 및 분포
일반적인 먹이 찾기 서식지는 내륙 습지이며 강둑과 갯벌을 따라 거의 볼 수 없다. 농업 환경에서 새들은 농작물 밭, 관개 수로 및 계절적 습지에서 먹이를 찾는다. 새들은 서식지 조건에 반응하여 광범위하게 이동할 수 있다. 어린 새들은 또한 도망친 후 널리 퍼져나간다. 인도의 바랏푸르에서 울린 개체들은 동쪽으로 800km 떨어진 곳에서, 태국에서 울린 새는 방글라데시에서 서쪽으로 1500km 떨어진 곳에서 발견되었다. 황새들은 8월과 9월 사이의 흐린 밤에 인도의 남동 해안을 따라 있는 등대들에 의해 정기적으로 방향이 틀어진다. 이 종은 파키스탄의 신드주와 펀자브주에서는 매우 드물지만 인도, 스리랑카, 네팔, 방글라데시, 미얀마, 태국 및 캄보디아에서 널리 그리고 흔한다. 최근에 중국 남서부로 범위를 확장했다.